# Edward Pyziołek
Edward Pyziołek (ur. 18 marca 1939 w Teklinie) – polski lekarz, specjalista w zakresie chirurgii, senator I kadencji.

## Życiorys
Państwowe Liceum Felczerskie ukończył w Krakowie, po czym podjął pracę w Zakładzie Dzieci Głuchych w Nowym Mieście nad Pilicą. W 1965 został absolwentem łódzkiej Akademii Medycznej, po czym podjął pracę w szpitalu miejskim w Skierniewicach. W 1970 i w 1974 uzyskiwał specjalizacje pierwszego i drugiego stopnia z chirurgii ogólnej. Został członkiem Polskiego Towarzystwa Lekarskiego. Od 1984 pracował na stanowisku ordynatora oddziału chirurgii, przechodząc w 2003 na emeryturę.
W 1980 wstąpił do „Solidarności”, organizował struktury związku w Wojewódzkim Szpitalu Zespolonym w Skierniewicach. Po wprowadzeniu stanu wojennego współpracował z podziemną NSZZ „S”. W latach 1989–1991 pełnił funkcję senatora I kadencji, wybranego z ramienia Komitetu Obywatelskiego w województwie skierniewickim. Pracował w Komisji Polityki Społecznej i Zdrowia oraz Komisji Obrony Narodowej. Był członkiem Obywatelskiego Klubu Parlamentarnego. Później wycofał się z polityki.
W 2012 wyróżniony przez Okręgową Izbę Lekarską w Łodzi tytułem „Zasłużonego Nauczyciela Lekarzy”.